# Aussichtsturm Wanne

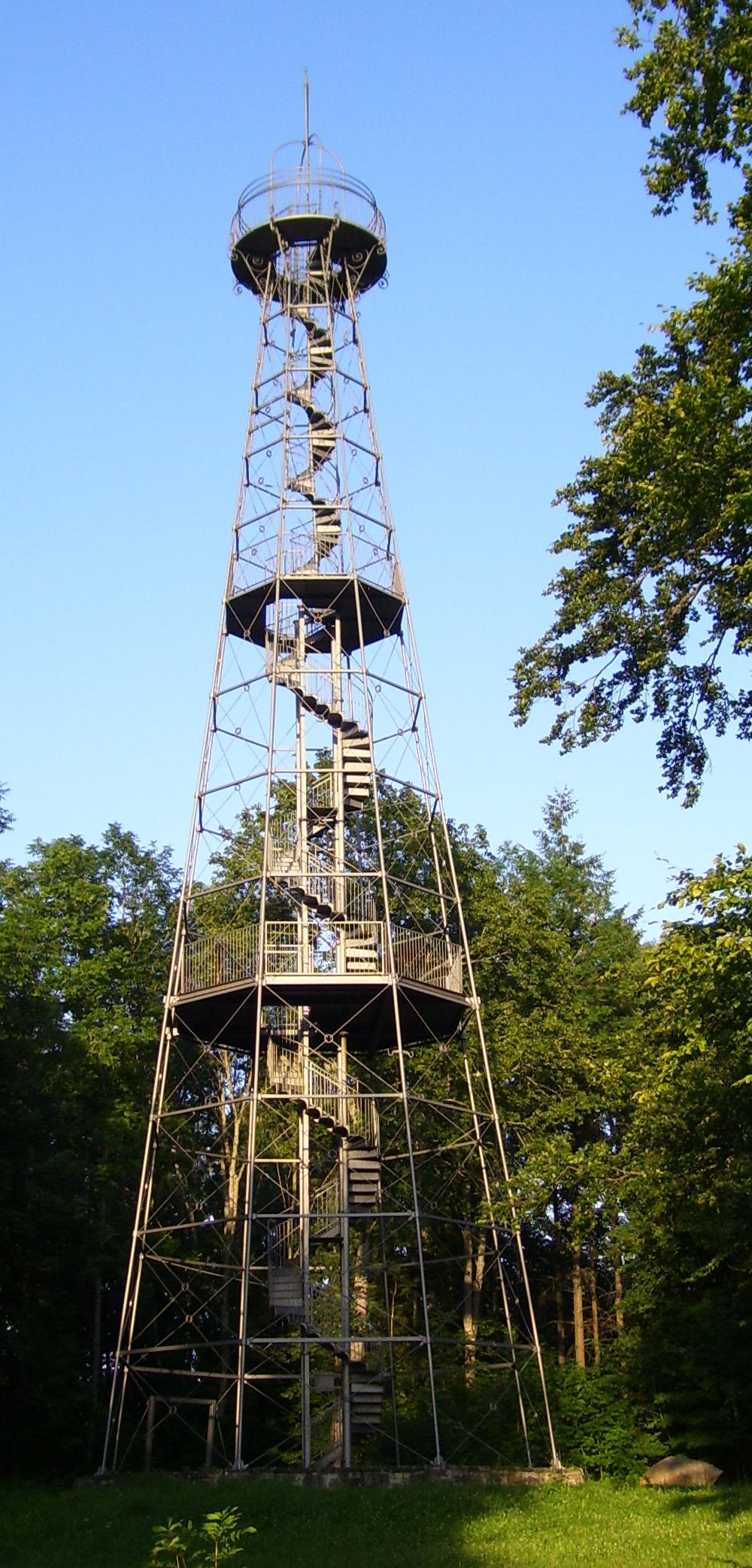
Aussichtsturm Wanne

Der Aussichtsturm Wanne ist einer der ältesten Stahlfachwerktürme der Welt. Er wurde 1888 von der Aussichtsturm-Genossenschaft auf dem 778 Meter hohen Berg Wanne östlich von Villingen errichtet, wobei die Bauausführung die Villinger Glockengießerei Grüninger übernahm.
Der 30 Meter hohe Turm verfügt über drei Plattformen und fällt durch seine ungewöhnliche Form mit achteckigem Querschnitt auf, die aber auch schon der wenige Jahre ältere Büchenbronner Aussichtsturm (1883) hat.

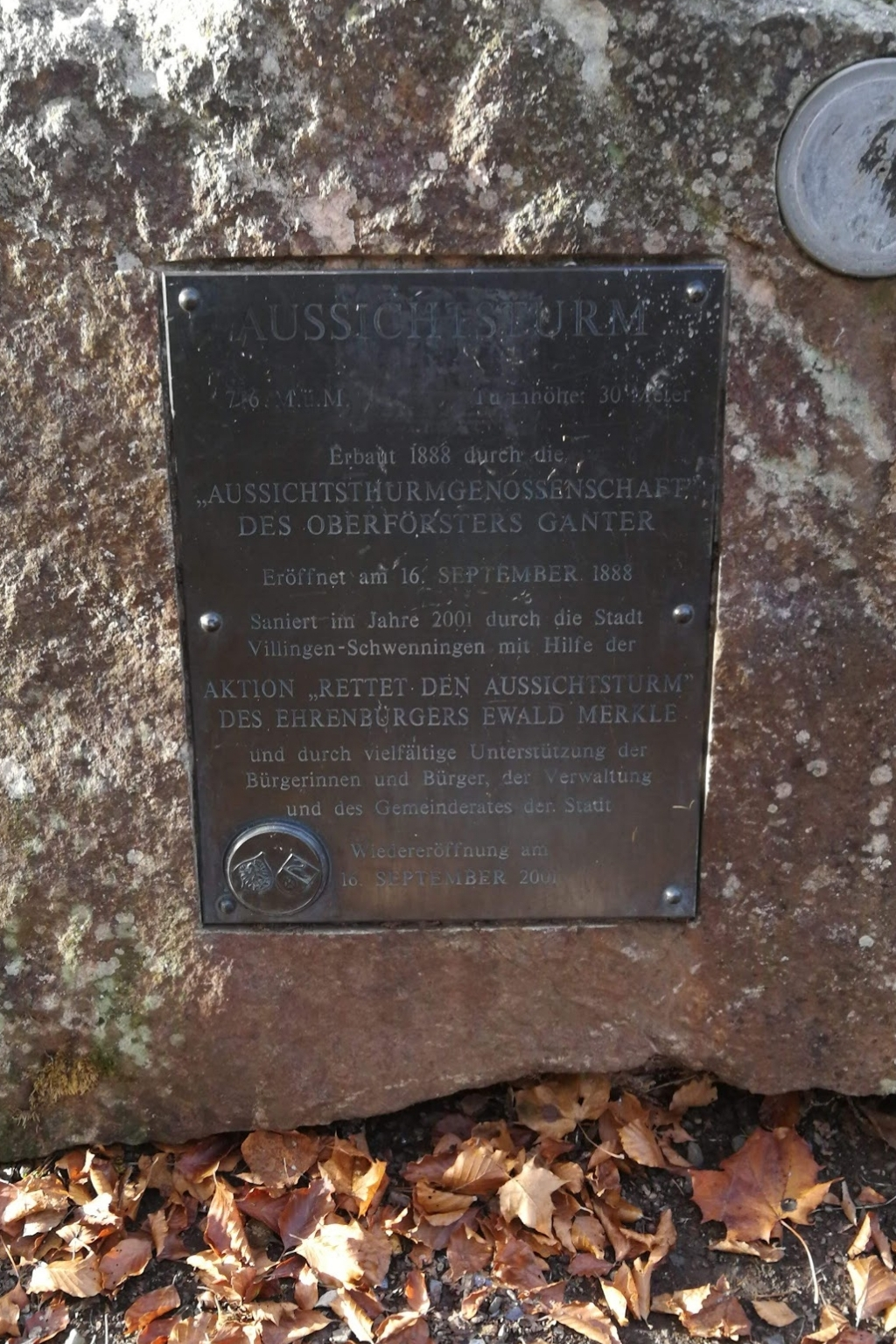
Informations-Tafel bei dem Aussichtsturm auf der Wanne